# فرودگاه کونچاس لیک
فرودگاه کونچاس لیک (به انگلیسی: Conchas Lake Airport) یک فرودگاه همگانی بهره‌برداری هوایی است که یک باند فرود آسفالت دارد و طول باند آن ۱۴۶۰ متر است. این فرودگاه در کشور ایالات متحده آمریکا قرار دارد و در ارتفاع ۱۲۸۹ متری از سطح دریا واقع شده‌است.